# Майк Салліван
Майкл Беррі Салліван (англ. Michael Barry Sullivan; нар. 27 лютого 1968, Маршфілд, Массачусетс) — американський хокеїст, що грав на позиції центрального нападника. Грав за збірну команду США. Згодом — хокейний тренер.
Двічі ставав володарем Кубка Стенлі, як головний тренер. Провів понад 700 матчів у Національній хокейній лізі.

## Ігрова кар'єра
Хокейну кар'єру розпочав 1986 року.
1987 року був обраний на драфті НХЛ під 69-м загальним номером командою «Нью-Йорк Рейнджерс».
Протягом професійної клубної ігрової кар'єри, що тривала 13 років, захищав кольори команд «Сан-Хосе Шаркс», «Калгарі Флеймс», «Бостон Брюїнс» та «Фінікс Койотс».
Загалом провів 743 матчі в НХЛ, включаючи 34 гри плей-оф Кубка Стенлі.
Був гравцем молодіжної збірної США. Виступав за дорослу збірну США, на головних турнірах світового хокею провів 14 ігор в її складі.

## Тренерська робота

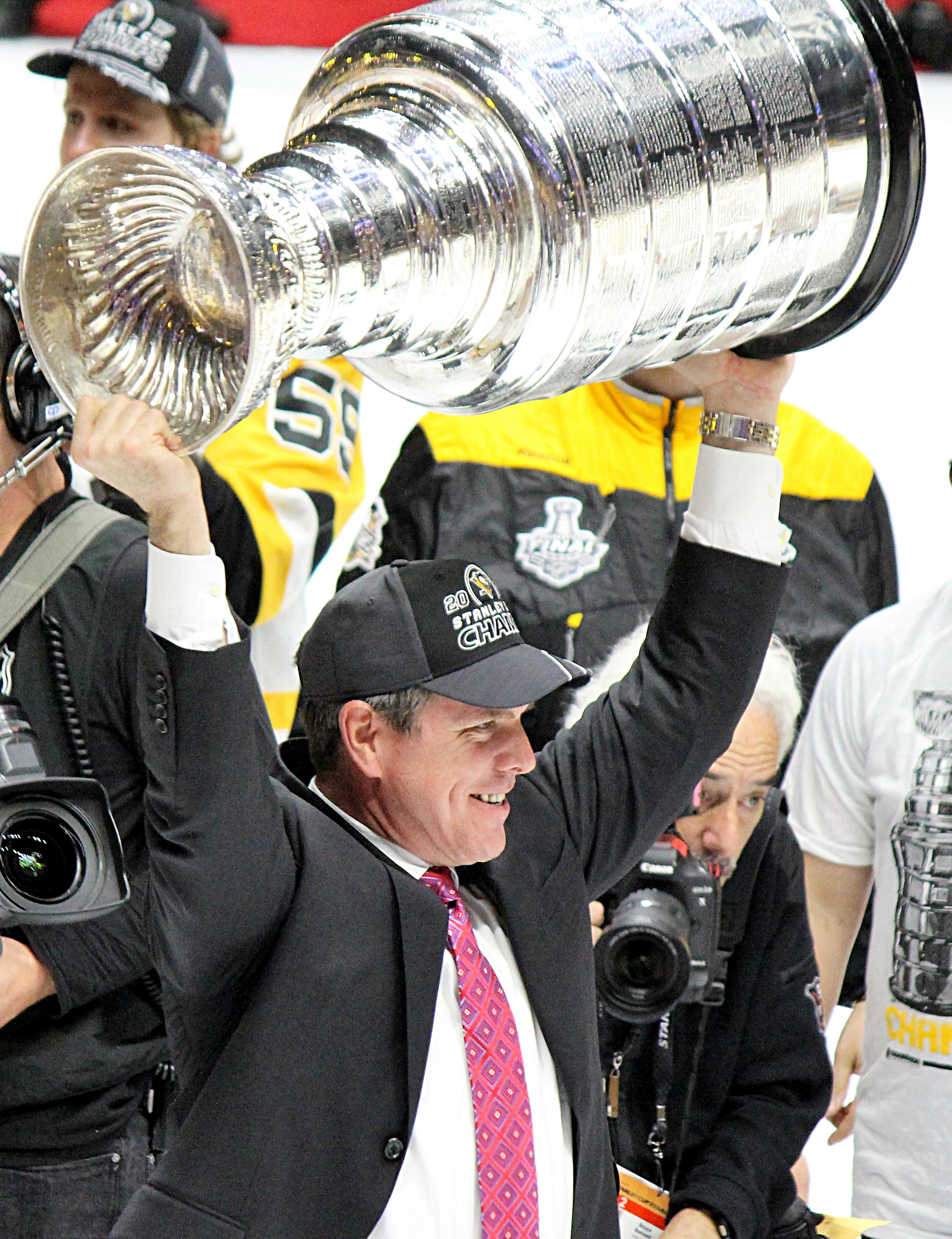
Салліван підіймає Кубок Стенлі в 2017

У 2002 році завершив ігрову кар'єру й перейшов на тренерську роботу, очоливши «Провіденс Брюїнс» (фарм-клуб «Бостона» в АХЛ). Під кінець регулярної першості АХЛ, успішного для «Провіденс», Салліван був переведений в «Бостон» на посаду тренера-асистента. У червні 2003 року призначений головним тренером «Бостон Брюїнс»; провів на цій посаді два сезони (сезон 2004/05 не відбувся через локаут). У сезоні 2003/04 «Брюїнс» успішно провели регулярний чемпіонат (2-е місце на Сході, перемога в дивізіоні), проте в першому раунді плей-оф програли в семи матчах «Монреалю». Сезон 2005/06 команда провалила — 3-е місце з кінця на Сході, і в червні 2006 року Саллівана звільнили.
Салліван був тренером-асистентом збірної США на Олімпійських іграх 2006 року. На ЧС-2007 він був головним тренером американців, а рік по тому на ЧС — знову асистентом. На всіх трьох турнірах американці вибували в 1/4 фіналу.
У сезоні 2007/08 Салліван був помічником Джона Торторелли в команді «Тампа-Бей Лайтнінг»; в наступному сезоні (з листопада) там же асистував Ріку Токкету. У 2009—2013 роках, асистував Тортореллі в «Нью-Йорк Рейнджерс», а в сезоні 2013/14 — йому ж у «Ванкувер Канакс». У початку 2014 року Салліван виконував обов'язки головного тренера «Канакс» після того, як Торторелла був дискваліфікований на 6 ігор за неспортивну поведінку в матчі проти «Калгарі Флеймс». У сезоні 2014/15 — тренер з розвитку гравців в «Чикаго Блекгокс».
У червні 2015 року Салліван став головним тренером команди АХЛ «Вілкс-Барре/Скрентон Пінгвінс» (фарм-клубу «Піттсбурга»). 12 грудня 2015 року, після відставки Майка Джонстона, призначений головним тренером «Піттсбурга». Під керівництвом Саллівана «пінгвіни» показали солідну гру в регулярній першості 2015/16 (2-е місце на Сході), а потім вийшли в фінал Кубка Стенлі і виграли його.
У наступному сезоні команда під керівництвом Саллівана повторила успіх, здолавши у фіналі Кубка Стенлі «Нашвілл Предаторс» і захистивши чемпіонський титул. Майк Салліван таким чином став першим тренером в історії «Піттсбург Пінгвінс», що привів цю команду до здобуття більш ніж одного Кубка Стенлі.

## Статистика

### Клубні виступи
| Сезон        | Клуб                    | Ліга         | Регулярний сезон | Регулярний сезон | Регулярний сезон | Регулярний сезон | Регулярний сезон | Плей-оф | Плей-оф | Плей-оф | Плей-оф | Плей-оф |
| Сезон        | Клуб                    | Ліга         | І                | Г                | П                | О                | ШХ               | І       | Г       | П       | О       | ШХ      |
| ------------ | ----------------------- | ------------ | ---------------- | ---------------- | ---------------- | ---------------- | ---------------- | ------- | ------- | ------- | ------- | ------- |
| 1986–87      | Бостонський університет | СХА          | 37               | 13               | 18               | 31               | 18               | —       | —       | —       | —       | —       |
| 1987–88      | Бостонський університет | СХА          | 30               | 18               | 22               | 40               | 30               | —       | —       | —       | —       | —       |
| 1988–89      | Бостонський університет | СХА          | 36               | 19               | 17               | 36               | 30               | —       | —       | —       | —       | —       |
| 1989–90      | Бостонський університет | СХА          | 38               | 11               | 20               | 31               | 26               | —       | —       | —       | —       | —       |
| 1990–91      | «Сан-Дієго Галлс»       | МХЛ          | 74               | 12               | 23               | 35               | 27               | —       | —       | —       | —       | —       |
| 1991–92      | «Сан-Хосе Шаркс»        | НХЛ          | 64               | 8                | 11               | 19               | 15               | —       | —       | —       | —       | —       |
| 1991–92      | «Канзас-Сіті Блейдс»    | МХЛ          | 10               | 2                | 8                | 10               | 8                | —       | —       | —       | —       | —       |
| 1992–93      | «Сан-Хосе Шаркс»        | НХЛ          | 81               | 6                | 8                | 14               | 30               | —       | —       | —       | —       | —       |
| 1993–94      | «Сан-Хосе Шаркс»        | НХЛ          | 26               | 2                | 2                | 4                | 4                | —       | —       | —       | —       | —       |
| 1993–94      | «Канзас-Сіті Блейдс»    | МХЛ          | 6                | 3                | 3                | 6                | 0                | —       | —       | —       | —       | —       |
| 1993–94      | «Сент-Джон Флеймс»      | АХЛ          | 5                | 2                | 0                | 2                | 4                | —       | —       | —       | —       | —       |
| 1993–94      | «Калгарі Флеймс»        | НХЛ          | 19               | 2                | 3                | 5                | 6                | 7       | 1       | 1       | 2       | 8       |
| 1994–95      | «Калгарі Флеймс»        | НХЛ          | 38               | 4                | 7                | 11               | 14               | 7       | 3       | 5       | 8       | 2       |
| 1995–96      | «Калгарі Флеймс»        | НХЛ          | 81               | 9                | 12               | 21               | 24               | 4       | 0       | 0       | 0       | 0       |
| 1996–97      | «Калгарі Флеймс»        | НХЛ          | 67               | 5                | 6                | 11               | 10               | —       | —       | —       | —       | —       |
| 1997–98      | «Бостон Брюїнс»         | НХЛ          | 77               | 5                | 13               | 18               | 34               | 6       | 0       | 1       | 1       | 2       |
| 1998–99      | «Фінікс Койотс»         | НХЛ          | 63               | 2                | 4                | 6                | 24               | 5       | 0       | 0       | 0       | 2       |
| 1999–00      | «Фінікс Койотс»         | НХЛ          | 79               | 5                | 10               | 15               | 10               | 5       | 0       | 1       | 1       | 0       |
| 2000–01      | «Фінікс Койотс»         | НХЛ          | 72               | 5                | 4                | 9                | 16               | —       | —       | —       | —       | —       |
| 2001–02      | «Фінікс Койотс»         | НХЛ          | 42               | 1                | 2                | 3                | 16               | —       | —       | —       | —       | —       |
| Усього в НХЛ | Усього в НХЛ            | Усього в НХЛ | 709              | 54               | 82               | 136              | 203              | 34      | 4       | 8       | 12      | 14      |

### Збірна
| Рік                | Команда            | Турнір             | І  | Г | П | О | ШХ |
| ------------------ | ------------------ | ------------------ | -- | - | - | - | -- |
| 1988               | США                | МЧС                | 6  | 0 | 2 | 2 | 14 |
| 1997               | США                | ЧС                 | 8  | 1 | 2 | 3 | 2  |
| Національна збірна | Національна збірна | Національна збірна | 14 | 1 | 4 | 5 | 16 |

## Тренерська статистика
| Команда    | Сезон      | Регулярний сезон | Регулярний сезон | Регулярний сезон | Регулярний сезон | Регулярний сезон | Регулярний сезон | Регулярний сезон | Postseason | Postseason | Postseason | Postseason                           |
| Команда    | Сезон      | І                | В                | П                | Н                | ПОТ              | О                | Результат        | В          | П          | %В         | Результат                            |
| ---------- | ---------- | ---------------- | ---------------- | ---------------- | ---------------- | ---------------- | ---------------- | ---------------- | ---------- | ---------- | ---------- | ------------------------------------ |
| БОС        | 2003–04    | 82               | 41               | 19               | 15               | 7                | 104              | 1-е в ПСД        | 3          | 4          | .429       | програш у чвертьфіналі конференції   |
| БОС        | 2005–06    | 82               | 29               | 37               | —                | 16               | 74               | 5-е в ПСД        | —          | —          | —          | не вийшли                            |
| БОС Усього | БОС Усього | 164              | 70               | 56               | 15               | 23               | .543             |                  | 3          | 4          | .429       | 1 вихід до плей-оф, 0 Кубків Стенлі  |
| ПІТ        | 2015–16    | 54               | 33               | 16               | —                | 5                | 71               | 2-е в СД         | 16         | 8          | .667       | Виграли Кубок Стенлі                 |
| ПІТ        | 2016–17    | 82               | 50               | 21               | —                | 11               | 111              | 2-е в СД         | 16         | 9          | .640       | Виграли Кубок Стенлі                 |
| ПІТ Усього | ПІТ Усього | 136              | 83               | 37               | —                | 16               | .670             |                  | 32         | 17         | .653       | 2 виходи до плей-оф, 2 Кубків Стенлі |
| УСЬОГО     | УСЬОГО     | 300              | 153              | 93               | 15               | 39               | .600             |                  | 35         | 21         | .625       | 3 виходи до плей-оф, 2 Кубків Стенлі |